# Přežijí jen milenci
Přežijí jen milenci (v anglickém originále Only Lovers Left Alive) je americký dramatický film, který natočil Jim Jarmusch podle vlastního scénáře. Hlavní postavu ve filmu sehrál upír Adam (Tom Hiddleston), kterého má z deprese vyléčit jeho dávná láska Eve (Tilda Swintonová). Film měl premiéru v květnu 2013 na šestašedesátém ročníku Filmového festivalu v Cannes.

## Obsazení
| Tom Hiddleston   | Adam          |
| Tilda Swintonová | Eve           |
| Mia Wasikowska   | Ava           |
| John Hurt        | Marlowe       |
| Anton Yelchin    | Ian           |
| Jeffrey Wright   | doktor Watson |
| Slimane Dazi     | Bilal         |
| Wayne Brinston   | Mirror Man    |